# (20570) Molchan
(20570) Molchan (1999 RV133) – planetoida z pasa głównego asteroid okrążająca Słońce w ciągu 3,51 lat w średniej odległości 2,31 j.a. Odkryta 9 września 1999 roku.